# 时刻准备着俱乐部
時刻準備球會（英語：Club Always Ready），簡稱「時刻準備」，或稱「恆常准備」，音譯作「阿爾韋斯列迪」，是一家來自玻利維亞拉巴斯的足球會，成立於1933年4月13日。自2019年起在缺席28年後重返玻利甲。由於球衣的原因，球隊也被稱為Banda Roja或紅色樂隊。

## 歷史
一群來自 Colegio La Salle 的學生和來自 Miraflores 的其他年輕人過去常常聚在一起練習足球。有了這個基礎，就產生了組建足球機構的倡議。
因此，1933年4 月 13日，他們在拉巴斯市普拉多市中心的克里斯托弗·哥倫布紀念碑下會面，在這個場合，一群熱情而富有遠見的朋友、同事和對同一項運動充滿熱情的人共同創造了在公共大道中間的一個新的體育協會。
決定俱樂部的球衣顏色為紅色、白色和藍色，帶有豎條紋，褲子為白色。
創始人的名字是：Alejandro Barrero Delgado、Jorge Carrasco Villalobos、Mario Carrasco Villalobos、Hugo Carvajal、Augusto Gotrett、Reynaldo Guerra、Mario Lara、Octavio Limpias、Roberto Méndez Tejada、René Pinto Tellería、Julio Poppe、Luis Recacochea、Alfonso Romero Loza、Federico Zuazo Cuenca 等。
亞歷杭德羅·巴雷羅·德爾加多（Alejandro Barrero Delgado）被選為第一任主席，他有義務組建一個俱樂部，除了文化活動外，還有幾項運動，但其中最重要的是足球，這從一開始就是俱樂部的精髓。